# Little Cedar
Little Cedar è un census-designated place (CDP) degli Stati Uniti d'America, situato nello stato dell'Iowa, nella contea di Mitchell. Secondo il censimento del 2020 gli abitanti di Little Cedar ammontavano a 64.

## Storia
Il catasto della città venne fatto nel 1891. Inizialmente era nota come "Wheeler", ma il nome fu cambiato per evitare di confondersi con un'altra città omonima nello stato. Nel 1925 raggiunse i 200 abitanti.